# Lepidaploa proctorii
Lepidaploa proctorii là một loài thực vật có hoa trong họ Cúc. Loài này được (Urbatsch) H.Rob. mô tả khoa học đầu tiên năm 1990.